# 超级舞者
是一款由久游网自主三年研发的全球首款跳舞機网络游戏，2005年久游網發佈超級舞者單機版，2006年久游網正式把單機版製作成為網路版，该游戏以全3D虚拟人物的舞蹈模拟为主题，用户可自由选择使用电脑键盘或使用通过USB端口连接电脑的曾在全球风靡一时的跳舞毯进行游戏，使游戏兼具视觉效果和身体运动效果。其中通过电脑外接跳舞毯实现网络化的多人模拟舞蹈动作的游戏模式系全球首创。在游戏画面上使用了全新的3D图像引擎技术，游戏内人物舞蹈动作采集上，使用了真人动作捕捉器(Motion Capture)技术采集国内专业街舞小组编舞的数百种舞蹈动作，游戏内的人物舞蹈动作除了年轻人喜欢的HIP-HOP更有老年人和中年人热衷的爵士，桑巴和国标舞。在游戏背景选择了目前国内最具时尚特点的，新天地、南京路步行街，重庆解放碑及具有现代HIPHOP涂鸦风格的舞蹈背景，整个游戏内界面轻松活泼，人物俏丽可爱，在使用网络跳舞毯进行游戏时可以根据电脑屏幕上的上、下、左、右指示，用脚去踩跳舞毯上相应的区域，配合预先搭配好的音乐，和舞蹈动作，随着音乐的节奏舞动您全身的细胞，从而实现健身，减肥的目

## 遊戲模式
- 自由模式(向上)
- 自由模式(向下)
- 自由模式(傾斜)
- 普通模式(向上) （页面存档备份，存于）
- 普通模式(向下) （页面存档备份，存于）
- 普通模式(傾斜)
- 反鍵模式(向上)
- 反鍵模式(向下)
- 反鍵模式(傾斜)
- 六鍵模式(向上)
- 六鍵模式(向下)
- 六鍵模式(傾斜)
- 情侶模式(向上)
- 情侶模式(向下)
- 情侶模式(傾斜)
- 天舞模式(向上)
- 天舞模式(向下)
- 天舞模式(傾斜)
- 寵舞模式(向上)
- 寵舞模式(向下)
- 寵舞模式(傾斜)
- 炫彩模式(向上)
- 炫彩模式(向下)
- 炫彩模式(傾斜)
- ShowTime(向上)
- ShowTime(向下)
- ShowTime(傾斜)
- 怪物狩獵(向上)
- 怪物狩獵(向下)
- 怪物狩獵(傾斜)
- 寶石對戰(向上)
- 寶石對戰(向下)
- 寶石對戰(傾斜)
- 徽章爭奪戰(向上)
- 徽章爭奪戰(向下)
- 徽章爭奪戰(傾斜)
- 炫舞模式(向上)
- 激鼓模式(向左)
- 節拍模式(暫未)
- 鋼琴模式(暫未)

## 外部連結
- 官方网站

## 續作推出
- 有关久游网是否于2012年在中国大陆地区推出超级舞者续作，官方暂且不便透露，只透露超级舞者续作还在研发中。